# Aeroportul Tok Junction
Aeroportul Tok Junction (IATA: TKJ, ICAO: PFTO, FAA LID: 6K8) este un aeroport din Alaska, Statele Unite ale Americii ce deservește zona Tok⁠(d). Aeroportul a fost tranzitat în 2019 de 404 pasageri. A fost numit după zona deservită.
Situat la o altitudine de 500 m, aeroportul dispune de 1 pistă. Este operat de Alaska Department of Transportation & Public Facilities⁠(d).

## Infrastructură

### Piste
Aeroportul dispune de o singură pistă. Pista 07/25 are suprafața de asfalt și dimensiunile 2.509 picioare × 50 picioare. 